# Titanic II (proyecto de navío)
El Titanic II es un proyecto de transatlántico que planea construirse como réplica del RMS Titanic. El Titanic II Inició bajo la iniciativa del multimillonario australiano Clive Palmer. Hasta la fecha, según Palmer, la construcción del Titanic II se iniciará en 2025 y su viaje inaugural se espera para junio de 2027, cubriendo la ruta original del Titanic (de Southampton hasta Nueva York). Navegará por otras rutas alrededor del mundo según Blue Star Line.
Existe una película sobre el barco titulada Titanic II, la cual no tiene mucho que ver con el proyecto de navío, pero tiene un aspecto similar al primer Titanic.

## Historia

### Proyectos anteriores
| Empresa                            | Promotor                                            | Descripción | Puesta en marcha                                     | Utilización                                                                                   | Notas |
| ---------------------------------- | --------------------------------------------------- | --- | ---------------------------------------------------- | --------------------------------------------------------------------------------------------- | --- |
| Blue Star line                     | Douglas Hoefle                                      | Crucero llamado «Titanic» idéntico al barco original (eslora de 298,7 m; 800000 toneladas)                                                               | 2000                                                 | Viajes anuales a través del Atlántico y cruceros por el mundo                                 | El barco replicaría solo las cabinas de primera clase, el espacio ocupado en el buque original por las cabinas de segunda y tercera clase estaría ocupado por instalaciones modernas. El éxito del «Titanic» estimularía a la empresa para reconstruir otros barcos legendarios, incluyendo el SS United States. |
| Project Titanic                    | Peter Bayliss                                       | Réplica moderna del barco original | 2012 (posiblemente en el centenario)                 | Transatlántico, pero con oficinas en alquiler                                                 | El buque consumiría fuel-oil, la capacidad de pasaje sería más reducida que en el original, para dejar espacio a las oficinas y a las cabinas de tercera clase, que serían ampliadas (los nombres de las clases persistirían pero éstas no estarían separadas, los comedores y otras instalaciones de primera clase serían utilizadas por las demás clases).                                                                                                |
| Red Star Lines                     | Billy Gray                                          | Nueva empresa de transporte marítimo con un nuevo «Titanic» de 384 m de largo, 48 m de ancho y 80 m de altura. Idéntico al original, solo que más grande | 2012 (posiblemente en el centenario)                 | Transatlántico, barco de cruceros, museo flotante                                             | Web: El barco llevaría cuatro banderas: Reino Unido, Estados Unidos, Florida y Nueva York. Según la compañía, el primer barco sería el SS Titanic, el segundo, el SS Olympic (pintado en camuflaje dazzle) y el tercero, el SS Britannic (pintado con los colores de hospital en su primer viaje, como homenaje a los fallecidos en el naufragio). Después, seguirían el SS Atlantic, el SS Oceantanic, el SS Red Star, el SS Pacific y el SS Shining Star. |
| RMS Titanic Shipping Holdings      | Sarel Gous                                          | Copia moderna del Titanic llamada «Titanic II», de 290 m de largo                                                                                        | Puesta en marcha prevista el 29 de diciembre de 1999 | Transatlántico                                                                                | Fue el proyecto más anunciado. |
| SS Titan Ltd.                      | Joseph Ricker, Ronald Rust, Tom Hansen              | Barco similar al Titanic, llamado SS Titan | junio de 2002                                        | Cruceros por el mundo                                                                         | El proyecto es la construcción del SS Titan, un transatlántico inspirado en el Titanic. Sus interiores serían idénticos a los del célebre transatlántico —Gran Escalera, café Parisien, etc—. También incorporará características de otros barcos como el Normandie. El Titan será diseñado por Harland y Wolff. |
| Proyecto Gigantic                  | Nic Wilson, Bruce Moffat                            | Réplicas del Olympic, el Titanic y el Britannic | 2012                                                 |                                                                                               | |
| Thomas Andrews Trans-Atlantic Line | Josh Behn, Ben Felder                               | Copias exactas de los barcos originales | 2012                                                 | Cruceros comerciales e históricos                                                             | |
| Titan Development Corporation      | Lonnie Morse, Richard McCain                        | Réplica del Titanic | 2007                                                 | Hotel flotante                                                                                | |
| Titanic 2 (Nodwell)                | J. Aaron Nodwell                                    | Réplica del buque original, llamada «Titanic 2» | 2002                                                 | Transatlántico, después buque de cruceros y tras veinte años, se convertirá en un barco museo | |
| Titanic 2012                       | Nicole Gaston, Kevin Krzyzanski, Stanislav Yefanoff | Réplica exacta del original, solo con la modernización necesaria, que no destruirá su apariencia, llamada «Titanic II»                                   | 2012                                                 | Viajes transatlánticos y cruceros por el mundo                                                | |
| Titanic II                         | Emanuel Huard, Conrad Huard                         | Réplica llamada «Titanic II» | 2002 o 2012                                          | Viajes al pecio del Titanic y por el mundo                                                    | |
| White Star Lines Foundation        | Jim Sullivan                                        | Barco sucesor de la clase Olympic, construido por Harland & Wolff llamado «Titanic Centennial»                                                           | 2012                                                 | Barco museo                                                                                   | |
| White Star Lines Ltd.              | Walter Navratil, Anna Voelcker, John Henry          | Réplica del original | 2002                                                 | Viaje entre Southampton y Nueva York, cruceros por el mundo                                   | |

El concepto de construir una réplica del Titanic ha sido explorado en varias ocasiones, sobre todo tras el resurgimiento del interés sobre el transatlántico después del lanzamiento de la película Titanic en 1997. El proyecto más ampliamente publicitado fue el de empresario sudafricano Gous Sarel.
El proyecto sudafricano comenzó en 1998, y fue uno de los temas de un artículo en Popular Mechanics en septiembre de ese año. El artículo discute los cambios en el diseño original que se requieren para producir un barco seguro y viable económicamente, incluyendo un casco soldado en vez de remachado, propulsión diésel y eléctrica como reemplazo para las máquinas de vapor, y una proa de bulbo. El artículo concluye que los diversos proyectos para el nacimiento de la réplica del Titanic costarían entre US$ 400 y 600 millones, lo que podría ser económicamente viable.
Originalmente se tenía la intención de construir el barco en Durban, Gous presentó su propuesta de £ 500 millones para el Ayuntamiento de Belfast en junio de 2000. El empresario encargó los diseños del barco a la empresa Olsen Design, asesorada por la empresa de servicios técnicos Harland and Wolff, que elaboraron un estudio de viabilidad, y a la empresa Callcott Anderson para diseñar el interior. En noviembre de 2000, comenzó sus intentos de reunir capital, incluso a través de las subvenciones del gobierno y una salida a la Bolsa. Después de firmar un acuerdo con una compañía de inversión con sede en Mónaco, Gous afirmó que la construcción comenzaría en Harland and Wolff en nueve meses.
El último proyecto acerca del barco fue anunciado por el multimillonario australiano Clive Palmer en abril de 2012, en conmemoración del 100.° aniversario de la partida de RMS Titanic del puerto de Southampton, y pretendió ser el buque insignia de su compañía de cruceros, la Blue Star Line. Al finalizar el año 2022 el proyecto fue desestimado.

### Diseño del barco
El diseño cambió en repetidas ocasiones, con demandas exigentes para que sea «el mayor transatlántico del mundo», con capacidad para 2600 pasajeros, 290 metros de eslora y los planes cada vez más divergentes para un helipuerto, piscinas y discotecas fueron finalmente relegados. En 2006, después de varias veces no poder asegurar la inversión, el proyecto fue abandonado.

## Proyecto de Clive Palmer

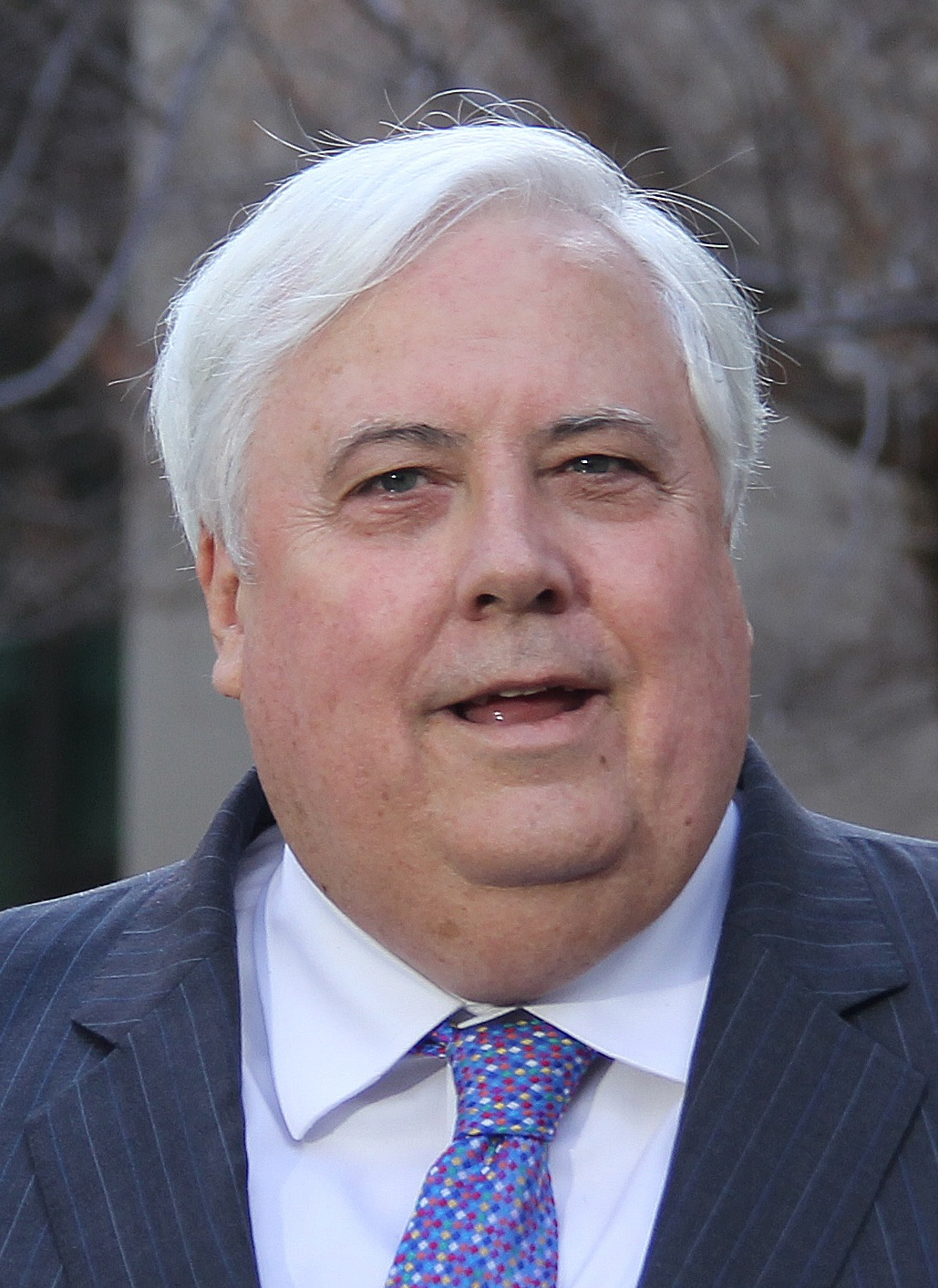
Clive Palmer, presidente de la compañía Blue Star Line

Clive Palmer anunció por primera vez el proyecto en una conferencia de prensa el 30 de abril de 2012, tras la firma, diez días antes, de un memorando de entendimiento con el astillero estatal de China CSC Jinling. El 19 de junio, se anunció que la firma finlandesa de arquitectura naval Deltamarin había sido el encargado de realizar el diseño de la nave, y el 17 de julio un acuerdo general preliminar fue publicada.
En octubre de 2012, Blue Star Line anunció que Steve Hall, historiador experto en el Titanic, había sido nombrado asesor de diseño del proyecto, y que Daniel Klistorner, historiador y experto en interiores del transatlántico, había sido designado como consultor de diseño de los interiores. Hall y Klistorner habían sido coautores previamente de libros como Titanic: el barco magnífico y Titanic en las fotografías. Estos dieron una presentación técnica en la presentación de los diseños en Nueva York.
Ese mismo mes, se anunció que una junta asesora se creó para proporcionar sugerencias y recomendaciones a la Blue Star Line para asegurar que el Titanic II, su tripulación y pasajeros rindan homenaje adecuadamente y con respeto al Titanic y a las víctimas del naufragio. 
Terry Ismay, sobrino nieto del presidente de la White Star Line y sobreviviente del desastre J. Bruce Ismay, fueron miembros de la junta, así como Helen Benziger, bisnieta de la superviviente Margaret Brown.
El diseño del Titanic II fue presentado en un evento privado a bordo del USS Intrepid en Nueva York, el 26 de febrero de 2013. También se celebró una cena en el Museo de Historia Natural en Londres, el 2 de marzo, que estuvo acompañada de una exposición de objetos recuperados del Titanic, así como en Southampton, el 5 de marzo de ese mismo año.

### Diferencias entre el Titanic y su réplica
El barco había sido diseñado para ser lo más similar en apariencia interna y externa al Titanic como sea posible. Sin embargo, las normas modernas de seguridad y las consideraciones económicas dictarán varios cambios importantes en el diseño, entre ellos:
- Mayor manga para mejorar la estabilidad
- el casco ya no es remachado, es soldado
- Bulbo de proa (de tamaño moderado en comparación con los buques modernos)
- Estabilizadores para reducir el balanceo
- Sistema de propulsión diesel-eléctrico que suministrará energía a tres propulsores azimutales para sustituir a las calderas, máquinas y turbina de vapor originales, así como al timón. Además, el barco tendrá dos propulsores de proa.
- Un "cubierta de seguridad" adicional (denominada Safety Deck o S Deck) entre las cubiertas C y D , donde estarán colocados los modernos botes salvavidas, así como toboganes de emergencia y otros sistemas de evacuación, con réplicas de los botes salvavidas originales de 1912 en la cubierta de botes. Para su parte central, que será más alta para poder albergar a los botes, se aumentará la altura del buque en 1,3 metros. Además, la cubierta inferior, que alojaba a las calderas, se suprimirá.
- Nuevas escaleras de emergencia acopladas al exterior de las chimeneas.
- Plataformas de observación en las dos primeras chimeneas, que tendrán, según Deltamarin, cortinas teñidas de color ocre para combinar con el color de las chimeneas.

### 2012-2015: Inicio del proyecto y astillero
Cuando el proyecto fue anunciado por primera vez en 2012, Palmer afirmó que el inicio de la construcción se iniciaría antes de que finalizase el año, con la botadura del trasatlántico en 2016. Tras la botadura de la maqueta de pruebas en 2013, se afirmó que la construcción del buque comenzaría "en pocas semanas", con la botadura y el viaje inaugural todavía planeados para 2016. En una entrevista en agosto de 2013, Palmer indicó que la construcción no comenzaría hasta marzo de 2014, aún citando 2016 como la fecha de finalización prevista. Las afirmaciones más recientes situaban el corte de las placas de acero del buque para finales de 2014, con la botadura retrasada por dos años, hasta 2018. Sin embargo, durante 2014 no hubo novedades acerca del corte de las primeras placas de acero ni del comienzo del proyecto.
Se informó a finales de marzo de 2014 que era poco probable que el proyecto siguiese adelante, y que el astillero chino había perdido interés en el proyecto. CSC Jinling respondió diciendo que sería "difícil para ellos construir el Titanic II, pero que tienen confianza para construirlo".
En mayo de 2014, la Blue Star Line y Deltamarin firmaron un memorándum con la empresa china AVIC para promover el proyecto en China, y que tratase de obtener patrocinadores. Se informó que la primera fase de desarrollo del proyecto se había completado, y que la evaluación y el desarrollo del plan maestro del proyecto estaba en curso.
Durante la primera mitad de 2015, se acumularon evidencias cada vez más fuertes que sugerían que el proyecto había sido abandonado. En marzo de 2015, Deltamarin declaró a un periodista de la Australian Broadcasting Corporation que el trabajo en el proyecto del Titanic II había sido cancelado. También en marzo se informó de que ningún trabajo había sido iniciado o incluso ordenado en el astillero chino identificado como el sitio probable de construcción del buque, mientras que los trabajadores de dicho astillero permanecían muy escépticos ante la posibilidad de que el proyecto saliera adelante más allá del boceto.  El 26 de marzo de 2015, la marca "Blue Star Line" fue abandonada. En mayo de 2015, la Blue Star Line no había publicado ninguna actualización en su sitio web oficial o en otros medios desde hace más de un año.

### 2016-2020: Crisis económica y deserción del proyecto
El 14 de febrero de 2016 se realizó la primera actualización del proyecto en casi dos años, en su página de Facebook. Consistía en un vídeo, la primera noticia publicada desde el 16 de mayo de 2014. Según algunas fuentes, el negocio del refino de níquel de Palmer están experimentando una crisis de liquidez, mientras sus contribuciones de caridad han descendido y ha puesto a la venta su jet privado. El 11 de febrero de 2016, la CNN publicó un artículo detallando que la botadura prevista para el barco se ha retrasado a 2018. En abril de 2016 el medio de comunicación Fairfax de Australia informó de que había sido incapaz de confirmar el estado del proyecto. En mayo de 2016 se confirmó que Deltamarin había cesado todos los trabajos relacionados con el proyecto a finales de 2014. Los administradores de la empresa Queensland Nickel, declarada en quiebra, informaron que los únicos gastos relacionados con el Titanic II estuvieron relacionados con almacenaje y servicios de comunicación, y Palmer se enfrentaba a la congelación de sus activos personales para recuperar el dinero debido a los empleados de la compañía y los prestamistas. Palmer no optaría a la reelección de su asiento en la Cámara de Representantes y que quizá retomaría el proyecto tras su jubilación.
El 19 de noviembre de 2016, la página de la Blue Star Line dedicada exclusivamente al Titanic II en Facebook era actualizada con un anuncio de Palmer sobre el mismo. En él, se da a entender que el proyecto sigue en marcha, aunque no se hace mención de la situación del mismo (construcción, etc.). Además, también se publicó junto a este anuncio un vídeo promocional del barco que, no obstante, ya había sido publicado bastante tiempo atrás. En el segundo semestre de 2018, luego de solucionar sus problemas financieros, se confirmó que el proyecto se pondría en marcha y estaría finalizado aproximadamente en 2022. El 30 de enero de 2020, Clive Palmer anunció en su cuenta personal de Twitter la espera de un "gran lanzamiento mundial" del Titanic II a finales de año, sin dar mayores detalles. Sin embargo, dicho evento nunca ocurrió, posiblemente por la Pandemia de COVID-19. 
Al finalizar el año 2022, sin llevar a cabo el supuesto "viaje inaugural" y dejar de recibir noticias (tras el último comunicado de la empresa el 17 de diciembre de 2018) se desestimó el proyecto.